# Eron Harris
Eron Harris Jr. (Indianapolis, Indiana, 26 de noviembre de 1993) es un baloncestista estadounidense que actualmente se encuentra sin equipo. Con 1,91 metros de estatura, juega en la posición de escolta.

## Trayectoria deportiva

### Universidad
Comenzó su andadura universitaria en los Mountaineers de la Universidad de Virginia Occidental, donde jugó dos temporadas en las que promedió 13,6 puntos, 2,9 rebotes y 1,3 asistencias por partido.
En marzo de 2014 pidió ser transferido a los Spartans de la Universidad Estatal de Míchigan alegando que quería estar más cerca de su familia. Tras cumplir el año en blanco que imponen las normas de la NCAA, jugó dos temporadas más, en las que promedió 9,9 puntos y 2,8 rebotes por partido.

### Profesional
Tras no ser elegido en el Draft de la NBA de 2017, no fue hasta enero de 2018 cuando finalmente firmó su primer contrato profesional, con los Wisconsin Herd de la NBA G League.